# Revelations of the Black Flame
Revelations of the Black Flame — четвертый студийный альбом норвежской блэк-метал-группы 1349, выпущенный 25 мая 2009 года на лейбле Candlelight Records.

## История создания
Запись проходила в декабре 2008 года в лесной студии в Бёвербру (деревня в регионе Тотен в Норвегии). Альбом был сведён в январе 2009 совместно с Томасом Габриэлем Фишером.
Revelations of the Black Flame — первый и пока единственный экспериментальный альбом группы, в котором они почти полностью отказались от своего прежнего стиля блэк-метала старой школы. Альбом также содержит множество дарк-эмбиент композиций. После этого релиза группа вернется к своему прежнему, более привычному стилю.

## Список композиций
Лимитированная версия альбома включает в себя запись с концерта группы в Стокгольме (2005).
1. «Invocation» — 6:13
2. «Serpentine Sibilance» — 4:35
3. «Horns» — 3:04
4. «Maggot Fetus… Teeth Like Thorns» — 3:46
5. «Misanthropy» — 3:33
6. «Uncreation» — 6:59
7. «Set the Controls for the Heart of the Sun» (Pink Floyd cover) — 6:13
8. «Solitude» — 3:38
9. «At the Gate…» — 6:52

### Works of Fire, Forces of Hell — Live Stockholm 2005 (бонус)
1. «Hellfire» — 5:47
2. «Chasing Dragons» — 6:33
3. «Satanic Propaganda» — 3:14
4. «I Am Abomination» — 4:13
5. «Manifest» — 5:06
6. «Slaves to Slaughter» — 8:55

## Участники записи

### 1349
- Archaon — гитара
- Frost — ударные
- Seidemann — бас-гитара
- Ravn — вокал

### Технический персонал
- Ravn — продюсер
- Ronni Le Tekrø — продюсер
- Tom Gabriel Fischer — сведение
- Kjartan Hesthagen — звукорежиссёр